# Gerhard Anzengruber
Gerhard Anzengruber (* 26. Juni 1958 in Hallein) ist ein österreichischer Politiker (ÖVP). Er war von 2013 bis 2018 Bürgermeister der Bezirkshauptstadt Hallein im Land Salzburg.

## Leben
Gerhard Anzengruber absolvierte eine Ausbildung zum Kfz-Techniker, danach eine Ausbildung für die Bereiche Zollwache und Polizeidienst in Salzburg und Wien. Er arbeitete im Anschluss im Kriminaldienst. Er ist verheiratet und hat zwei Töchter.

## Politik
Seit 1997 war Anzengruber Mitglied der Gemeindevertretung Halleins. Er war seit 2004 zweiter (zuständig für Bau- und Raumordnungsbelange) und seit 2009 erster Vizebürgermeister (zuständig für Vergabeangelegenheiten im Sozial- und Wohnungswesen). Bürgermeister von Hallein war Anzengruber seit dem 20. Juni 2013 als Nachfolger von Christian Stöckl (ÖVP), der zweiter Landeshauptmannstellvertreter im Land Salzburg wurde. Anzengruber wurde dabei mit 17 von 23 Stimmen gewählt, erhielt also auch Nicht-ÖVP-Stimmen. Nach zwei Amtsperioden ließ Anzengruber sich nicht wieder aufstellen und legte im Jahr 2018 aufgrund seines 60. Geburtstag sein Amt zurück. Bis zur Bürgermeisterwahl im März 2019 führte Maximilian Klappacher (ÖVP) die Geschicke der Stadt Hallein als Bürgermeister. Dieser verlor anschließend im 2. Wahlgang das Bürgermeisteramt gegen Alexander Stangassinger (SPÖ).
Anzengruber war Obmann der ÖVP Hallein.